# Most im. Orląt Przemyskich w Przemyślu
Most im. Orląt Przemyskich w Przemyślu – drogowy most stalowy zespolony przez San w Przemyślu.

## Historia
W latach 1777–1779 Jan Gross wybudował stały most drewniany, który „spoczywał na trzech kamiennych filarach, był cały dachem pokryty i mierzył 80 sążni długości”. Konstrukcja przetrwała do 19 lipca 1845, kiedy podczas powodzi rzeką spłynęło kilkanaście galarów, które oparłszy się o filary, nadwyrężyły je i spowodowały upadek mostu. Drewniane pozostałości rozebrano i jego w miejscu wybudowano w tym samym roku nową przeprawę.
Obecna konstrukcja wybudowana w 1955 z wykorzystaniem kamiennych filarów z 1894 na miejscu starszych konstrukcji, które w marcu 1915 wysadzone zostały przez Austriaków przed poddaniem Twierdzy Przemyśl Rosjanom, we wrześniu 1939 przez polskich saperów, a następnie w lipcu 1944 przez wycofujących się Niemców. W 1895 zbudowany na
miejscu poprzedniego drewnianego.
11 listopada 1994 nazwany imieniem Orląt Przemyskich, walczących o wolność Przemyśla w 1918.
W czasach PRL most znajdował się w ciągu drogi państwowej nr 31 i drogi międzynarodowej E22.

## Galeria

Widoki współczesne
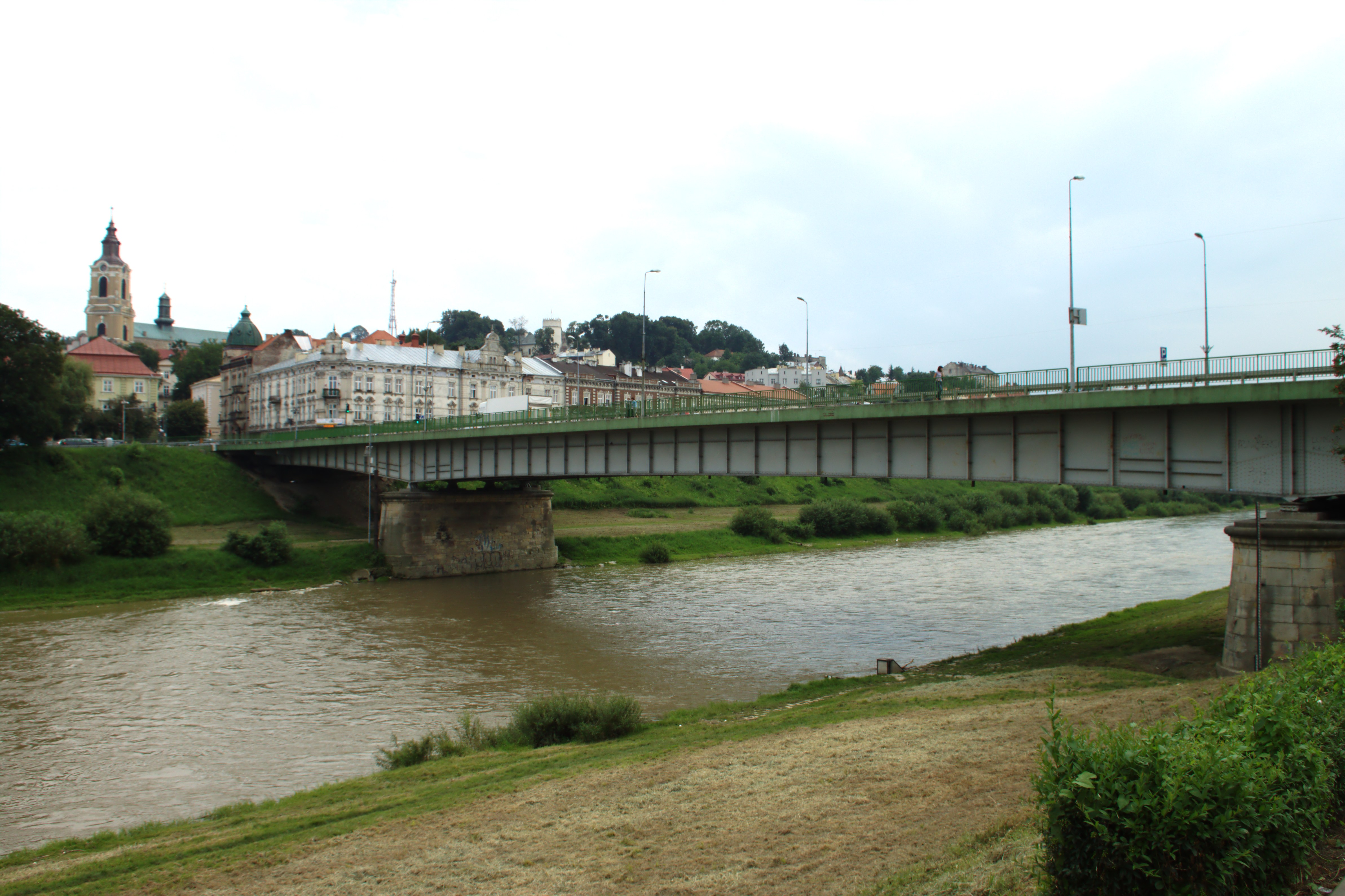
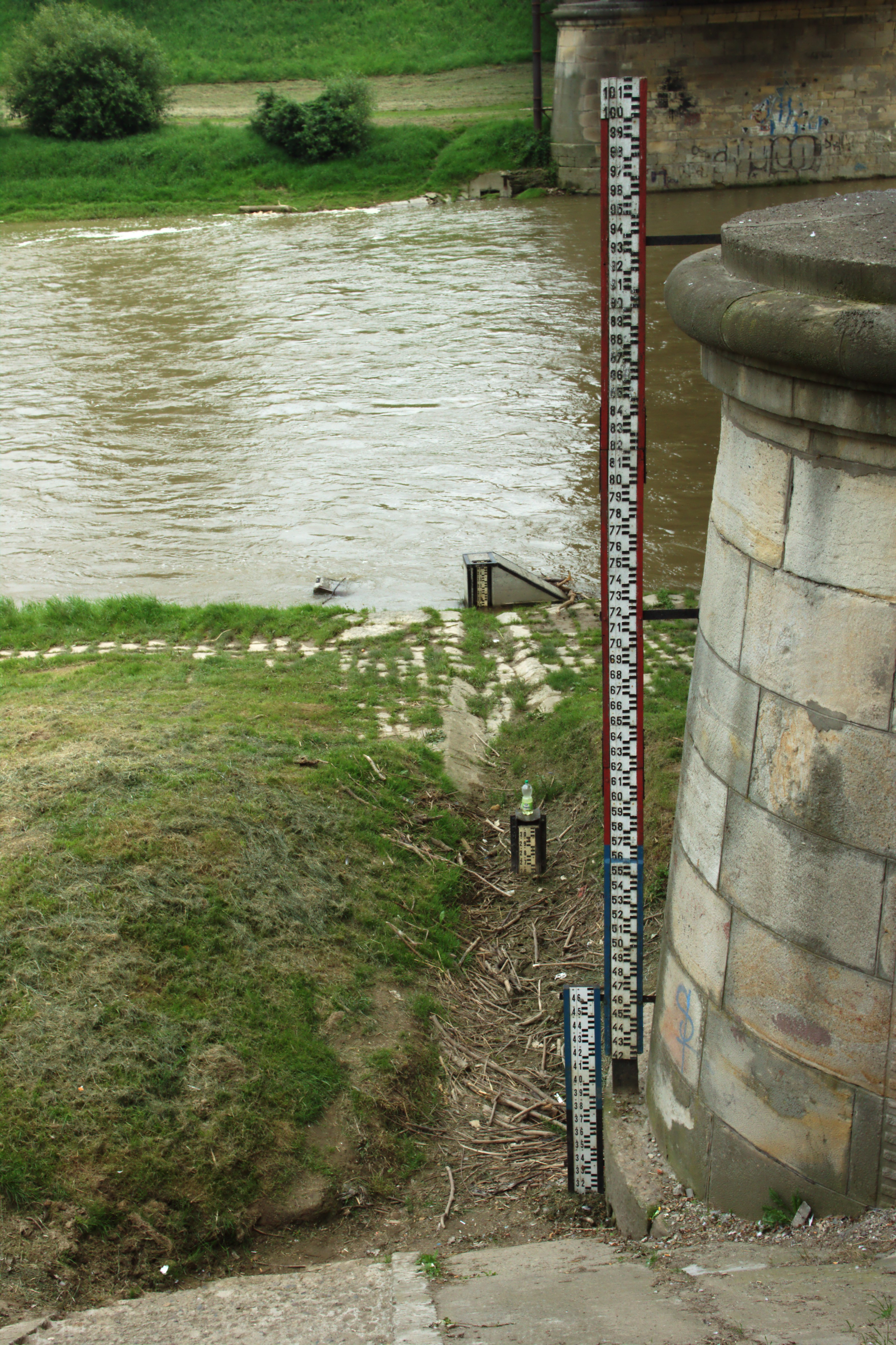
Wodowskaz przy filarze mostu
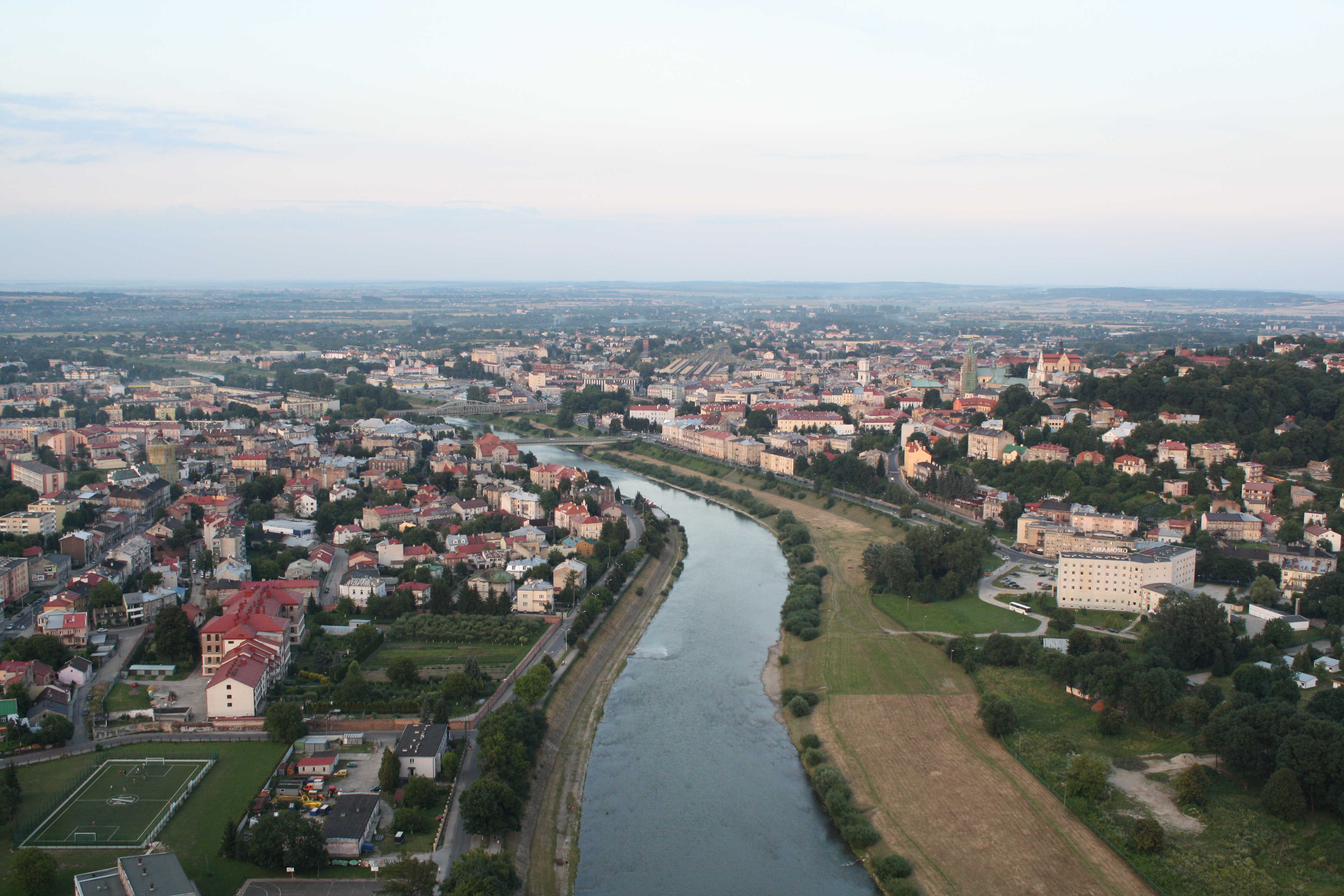
Most (za nim most kolejowy) na tle panoramy miasta

Widoki archiwalne
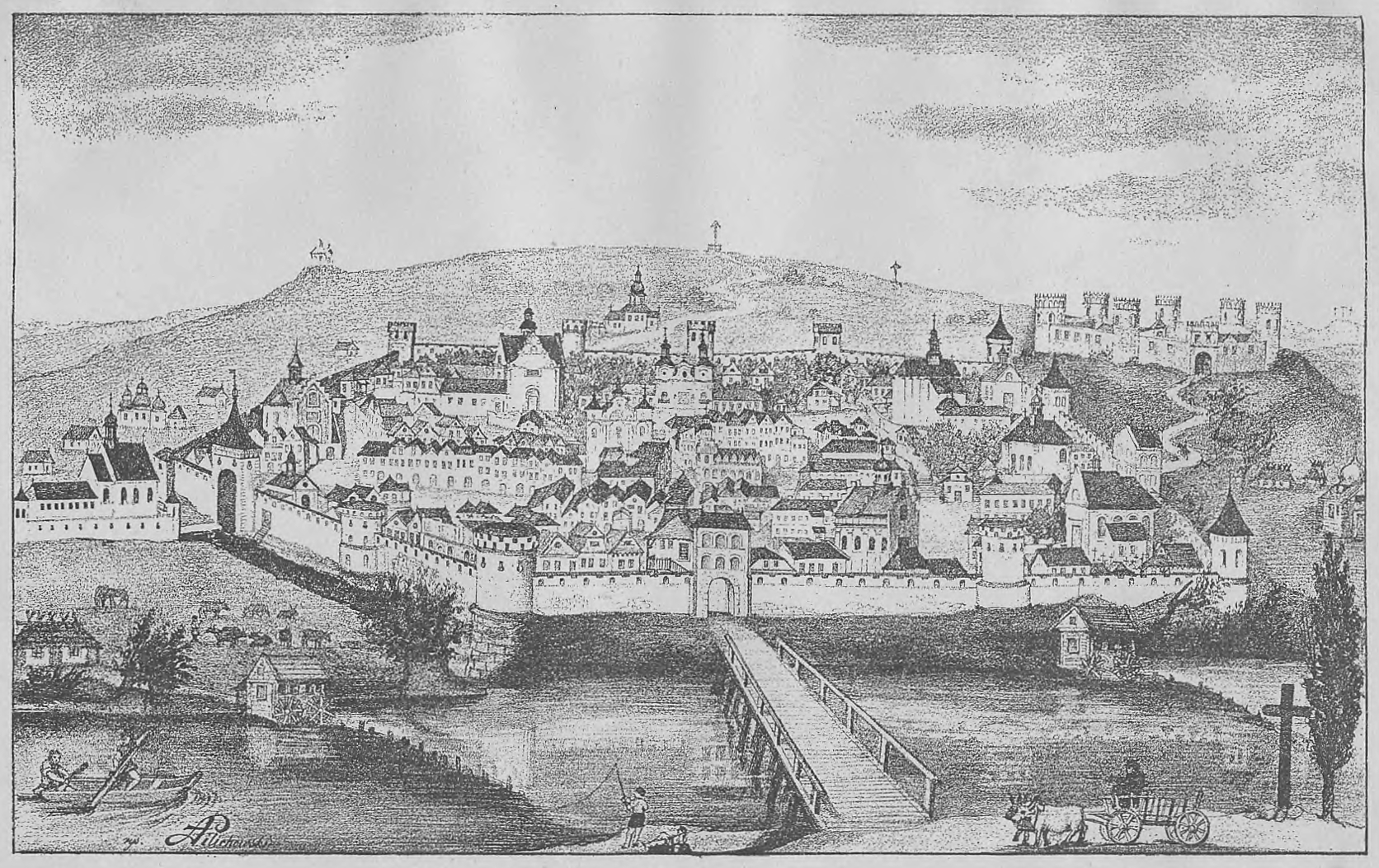
Most w XVII wieku
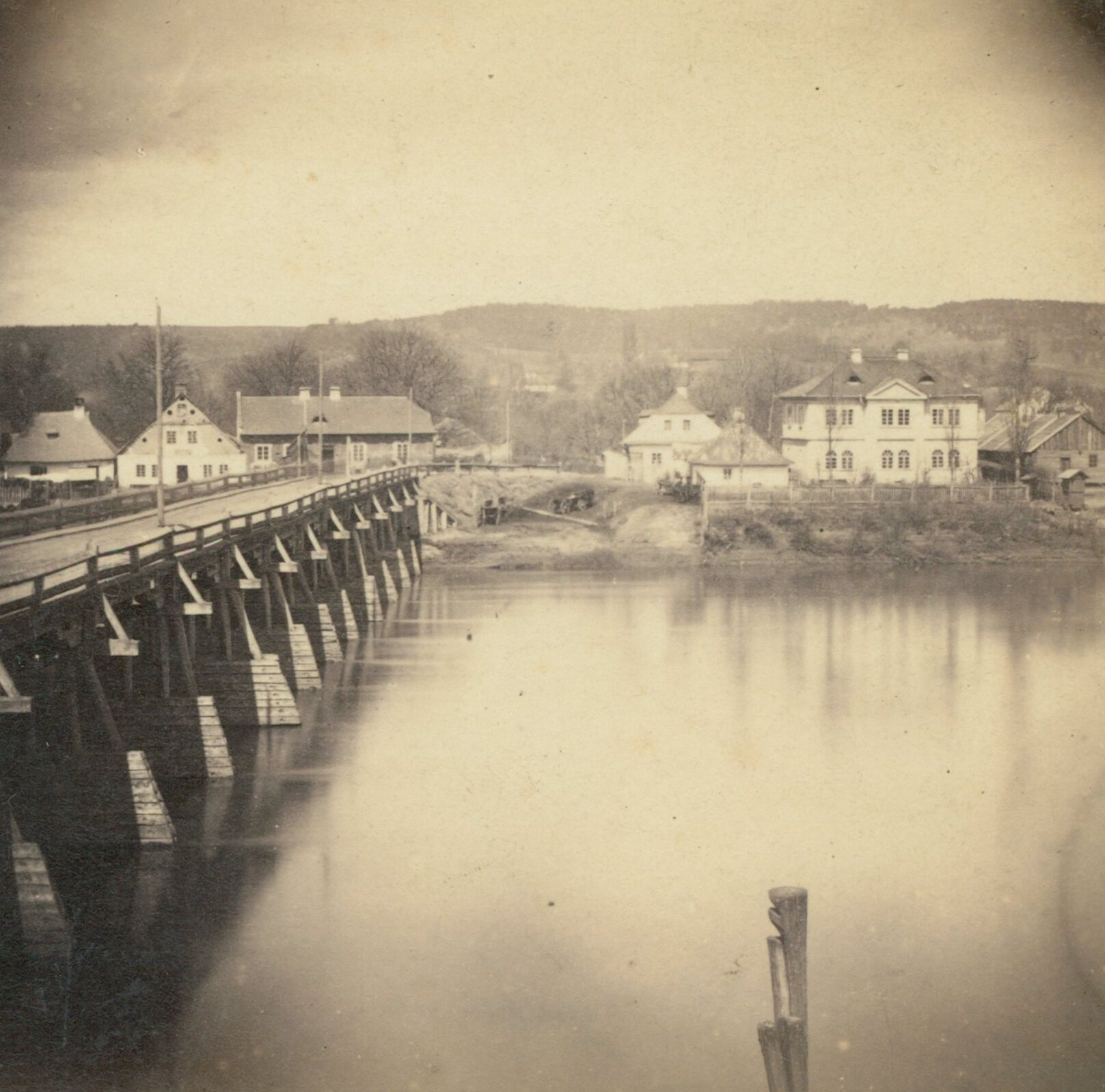
Drewniany most około 1865
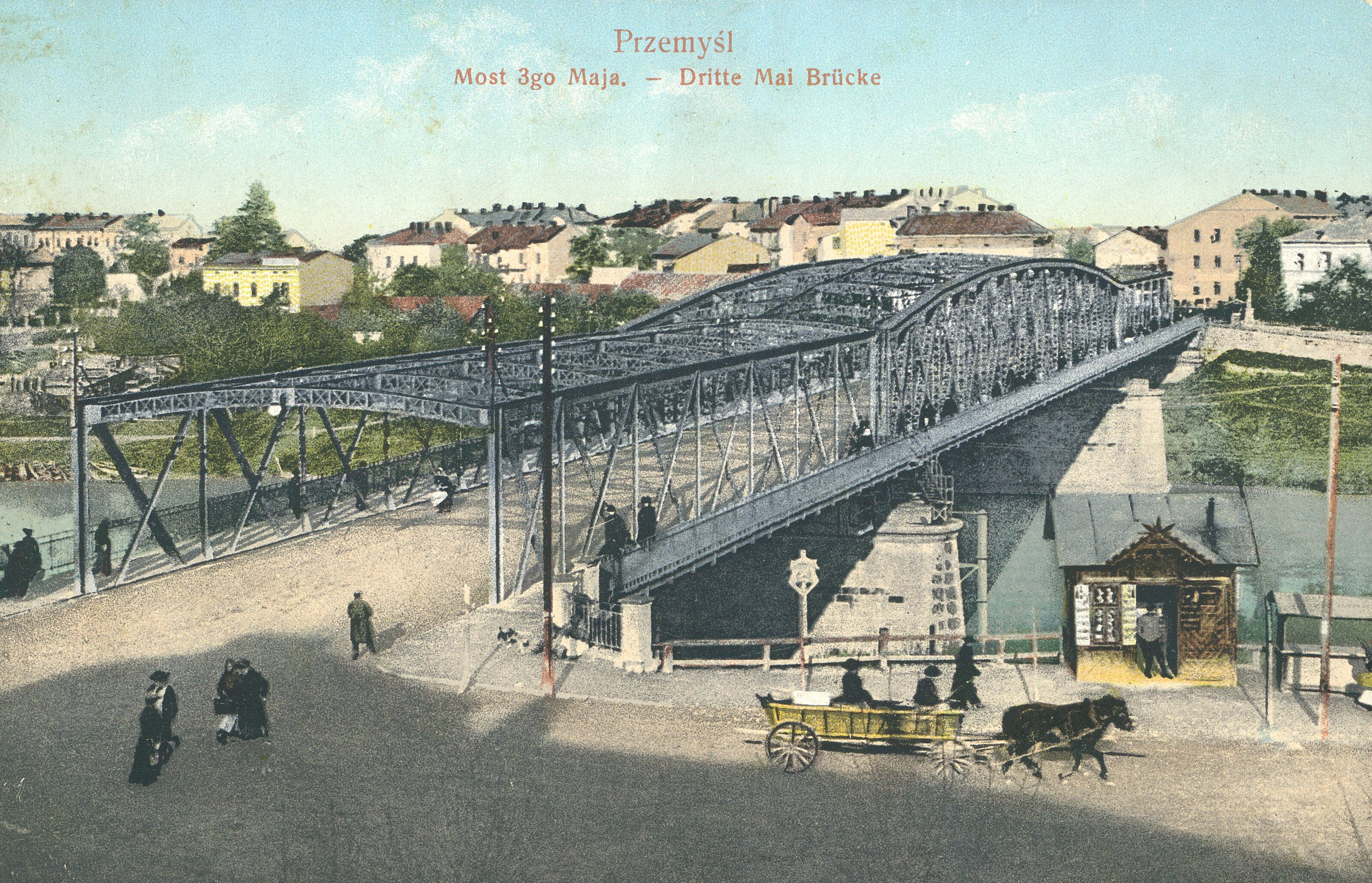
Most w 1907
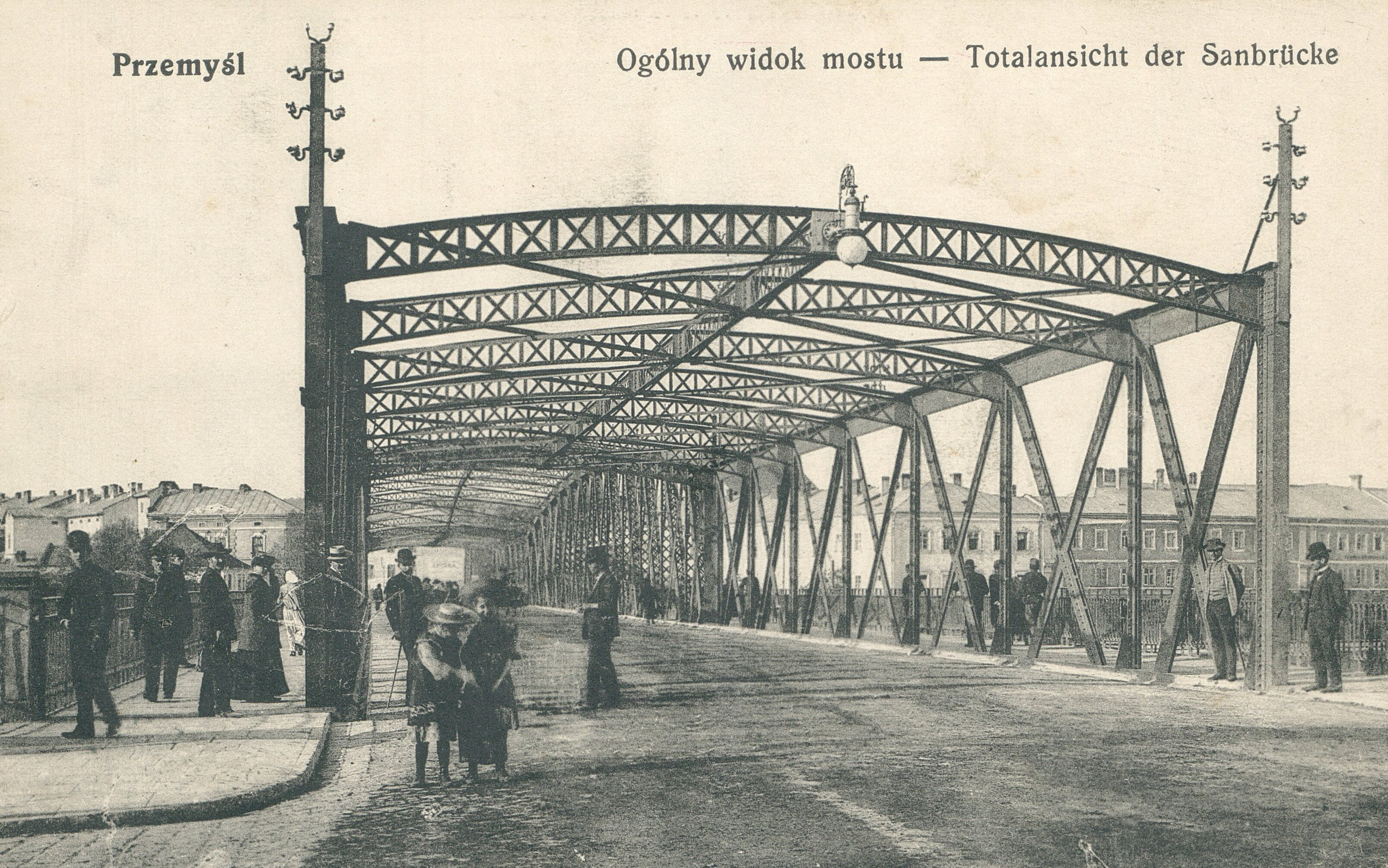
Widok mostu, 1914
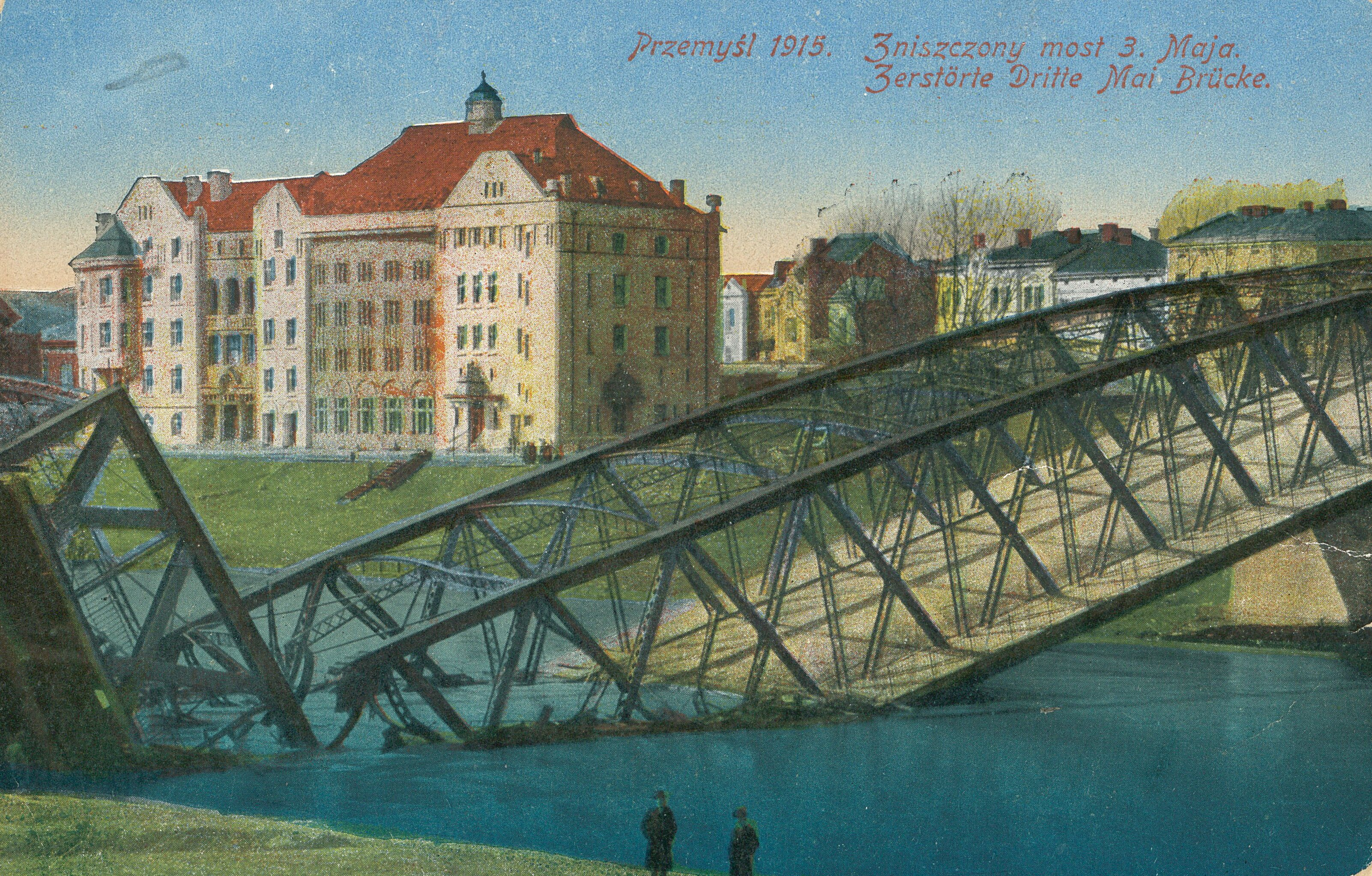
Zniszczony most w 1915
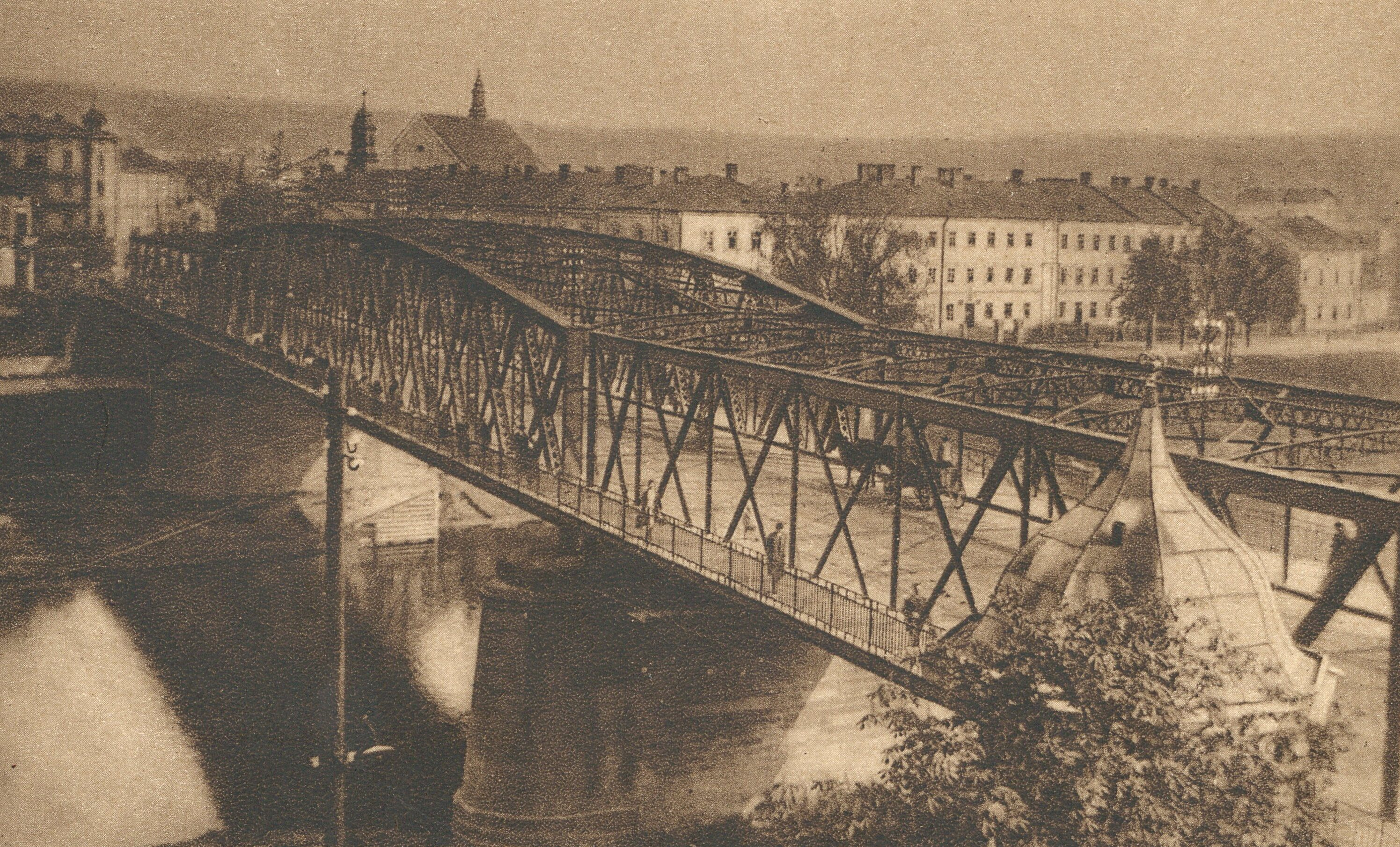
Most w 1936
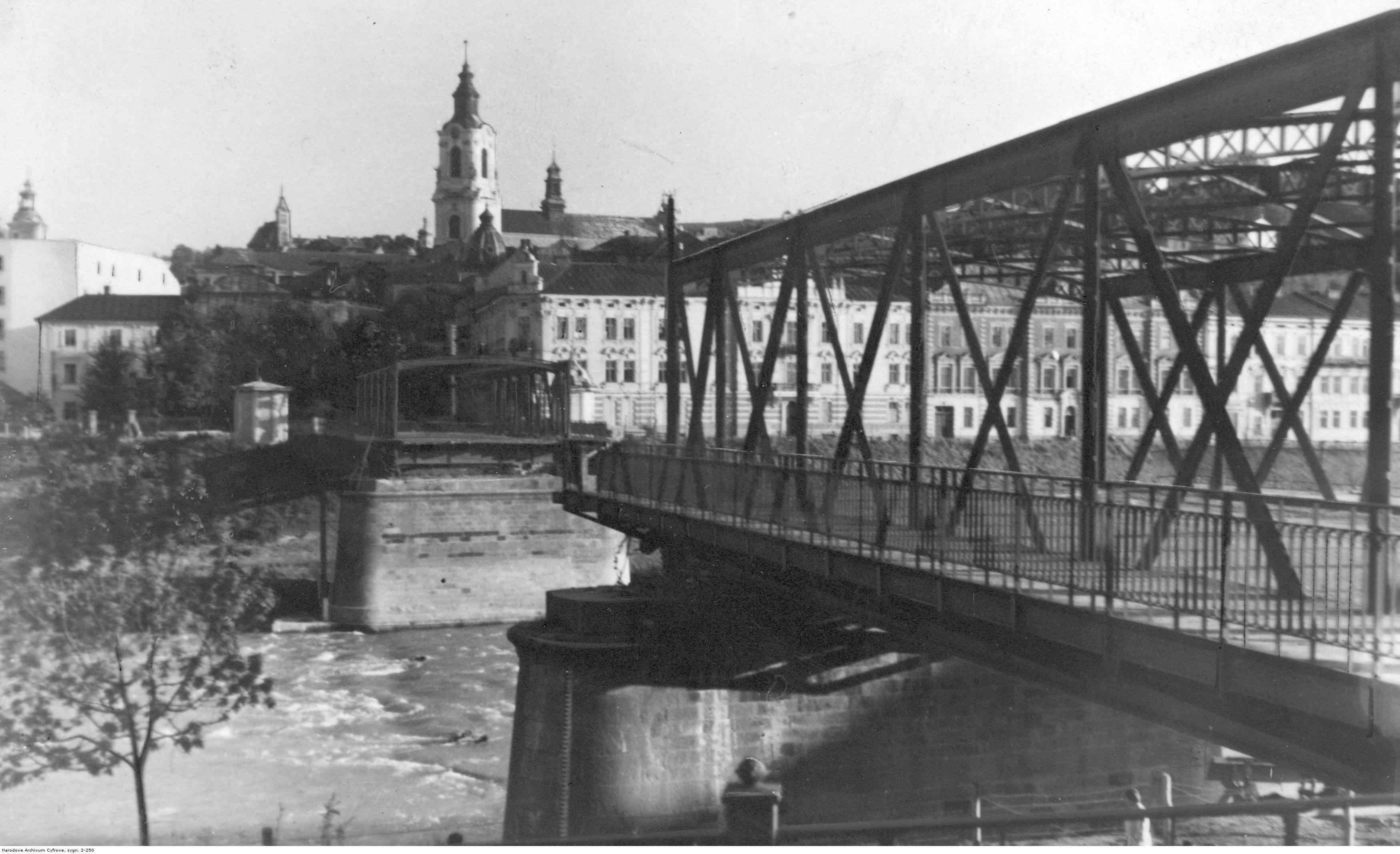
Most po wysadzeniu w powietrze w 1939, w perspektywie wieża katedry
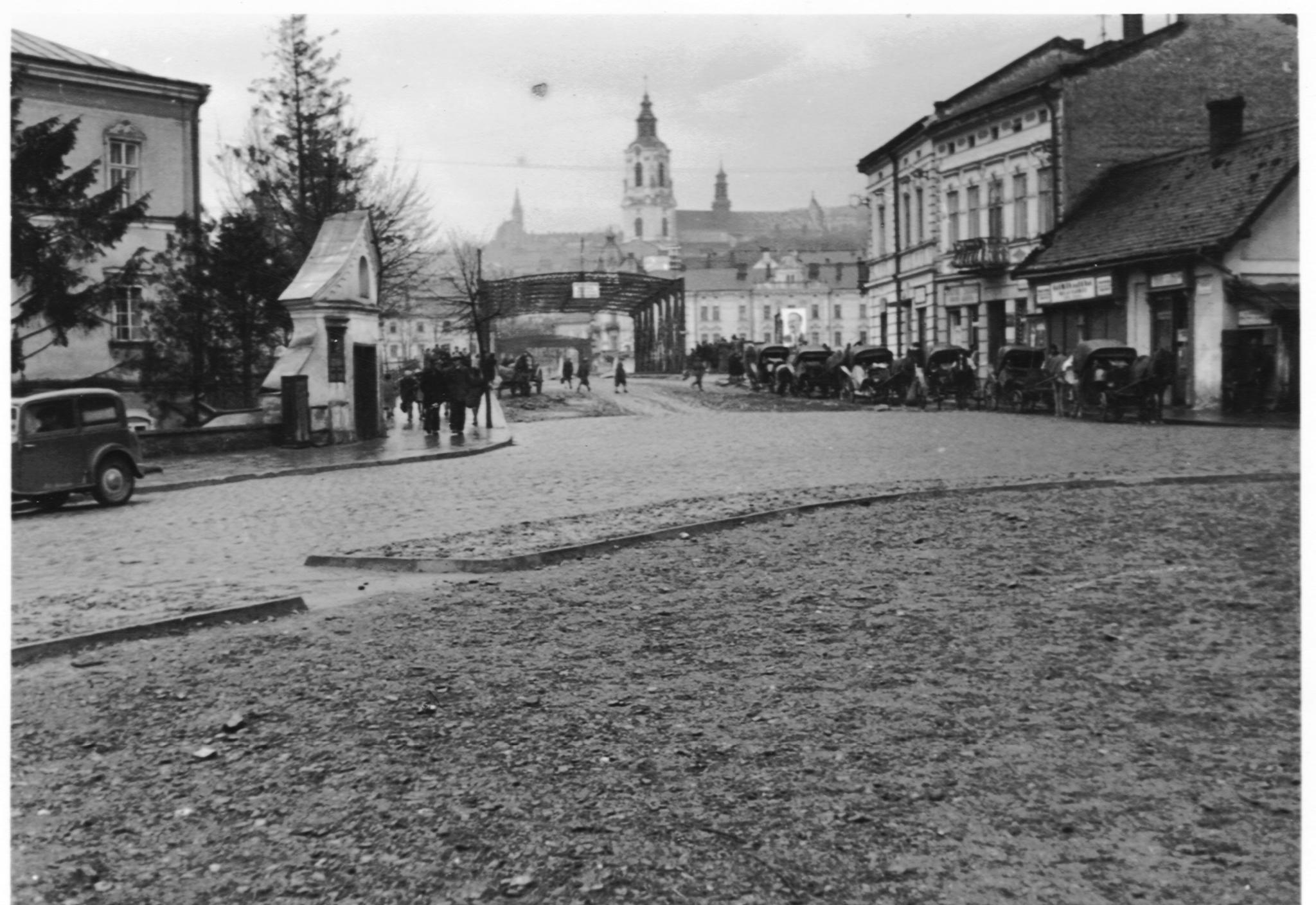
Most od strony Zasania w lipcu 1944
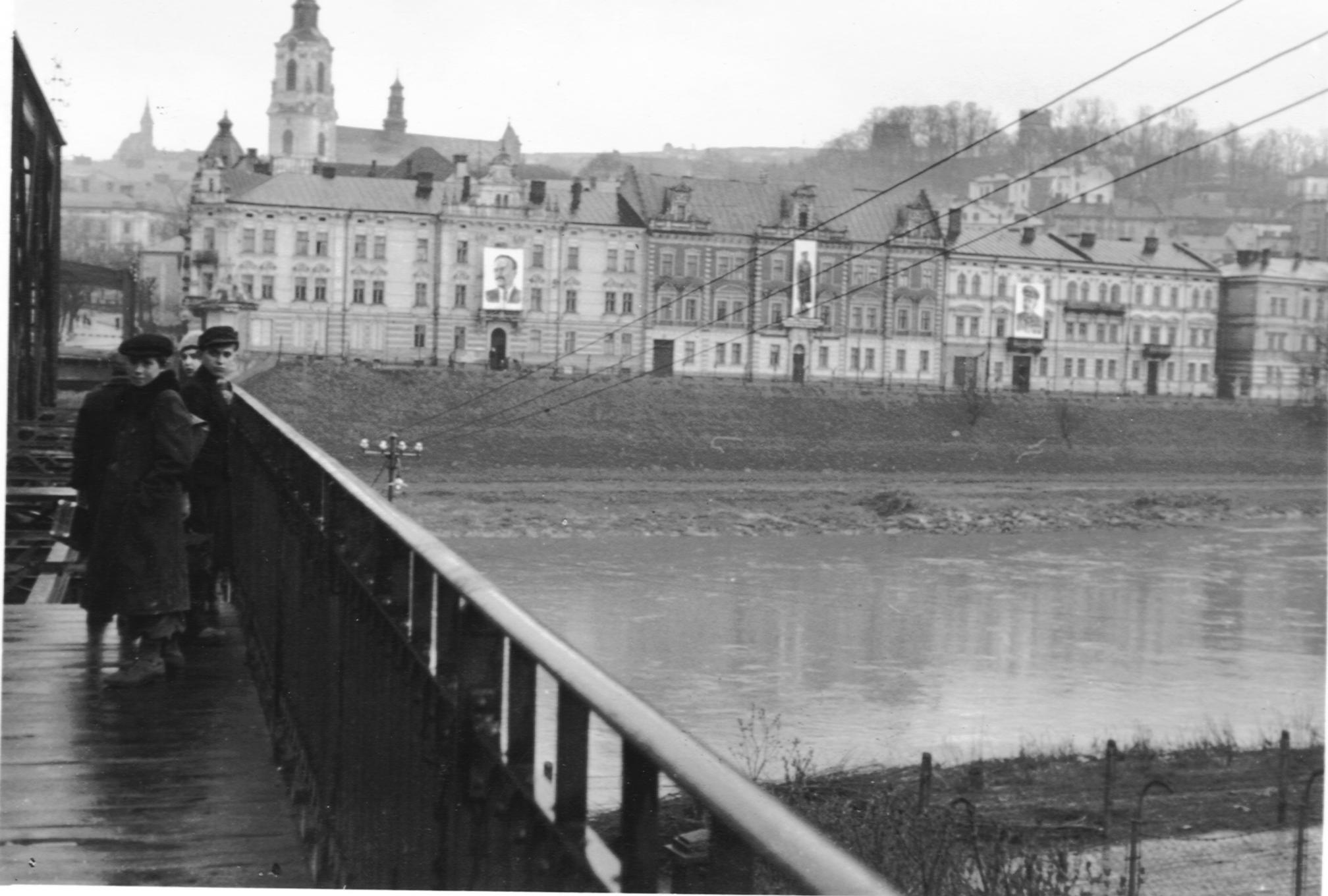
Fragment mostu w czerwcu 1941